# 雲紋琵琶鮫
雲紋琵琶鮫（学名：Squatina nebulosa），又稱星雲扁鯊，為軟骨魚綱扁鯊目扁鲨科扁鲨属的其中一種鱼类。

## 分布
本魚分布於西北太平洋區，包括日本本州中部以南、台灣、朝鮮半島釜山以及南海、东海等中國海域。该物种的模式产地在日本。

## 深度
水深0至400公尺。

## 特徵
本魚體型縱扁，噴水孔位於眼之後方。體色棕綠色或紅棕色，體背側散布白圓點。胸鰭大；背鰭兩個，形狀大小均相似；無臀鰭，尾鰭呈三角形。體長可達163公分。

## 生態
為底棲性魚類，是屬於緯度分布較高的種類，卵胎生。

## 經濟利用
為高價值的食用魚，魚鰭可做成魚翅，內臟可做成魚肝油，魚肉可食。